# Vacqueville
Vacqueville település Franciaországban, Meurthe-et-Moselle megyében. Lakosainak száma 222 fő (2022. január 1.). Vacqueville Merviller, Montigny, Neufmaisons, Pexonne, Sainte-Pôle és Veney községekkel határos.

## Népesség
A település népessége az elmúlt években az alábbi módon változott:
| Lakosok száma | 271  | 224  | 211  | 235  | 255  | 245  | 238  | 234  | 230  | 222  |
|               | 1968 | 1982 | 1990 | 2006 | 2013 | 2015 | 2017 | 2019 | 2020 | 2022 |